# David de la Fuente
David de la Fuente Rasilla, född 4 maj 1981 i Reinosa, Kantabrien, är en spansk professionell tävlingscyklist. Han blev professionell 2003 med Vini Caldirola-Saunier Duval efter att ha tävlat för deras amatörstall det föregående året. Samma år som han blev professionell slutade han tvåa på Euskal Bizikletas första och andra etapp. Mellan säsongerna 2004 och 2009 cyklade de la Fuente för det spanska stallet Scott-American Beef som tillhör UCI ProTour. Inför säsongen 2010 blev spanjoren kontrakterad av Astana Team.
I Tour de France 2006 fick de la Fuente bära den rödprickiga bergspriströjan under sju dagar och han blev även utsedd till den mest offensiva cyklisten under tävlingen. Två år senare fick han återigen iklädda sig den rödprickiga bergspriströjan, men när det blev känt att spanjorens stallkamrat Riccardo Riccò hade testat positivt för EPO-dopning valde stallet att med omedelbar verkan åka hem och därmed inte slutföra tävlingen. David de la Fuente blev därför tvungen att åka hem.
De la Fuente slutade trea på Trofeo Calvia 2005. Samma år deltog han i sitt första Vuelta a España, men tog sig inte igenom hela tävlingen.
David de la Fuente vann GP Llodio 2007 före stallkamraten Jesus Del Nero. Samma år vann han också bergsmästartröjan i Volta a la Comunitat Valenciana. Han ledde kombinationstävlingen på Vuelta a España 2007 under en etapp.
Under säsongen 2008 slutade de la Fuente tvåa på Vuelta a Asturias efter den polske cyklisten Tomasz Marczyński. I augusti samma år vann han bergstävlingen i Clásica de San Sebastián efter att ha korsat fyra av sex berg först av alla. Den 31 augusti vann spanjoren etapp 2 på Tyskland runt före Pietro Caucchioli och Thomas Lövkvist.
De la Fuente vann GP Miguel Indurain i april 2009 framför Aleksandr Kolobnev och Fabian Wegmann. Tidigare samma år slutade han tvåa på GP Llodio bakom Samuel Sánchez. I maj slutade spanjoren tvåa efter landsmannen Alejandro Valverde på etapp 3 av Katalonien runt. David de la Fuente slutade på andra plats i Vuelta a España 2009-års bergstävling.

## Stall
- Vini Caldirola-Saunier Duval 2003
- Saunier Duval-Prodir 2004–2009
- Astana Team 2010
- Geox-TMC 2011
- Caja Rural 2012–